# Rieko Miura
Rieko Miura (del japonés: 三浦理恵子 ‘Miura Rieko’). (n. 1 de septiembre de 1973 en Nakano, Tokio, Japón) es una actriz, cantante, modelo, seiyū y ex-ídol japonesa. Fue miembro del grupo ídol CoCo.

## Biografía
Rieko se unió a CoCo tras resultar ganadora en el concurso televisivo: Paradise GoGo!!, producido por Fuji Television en 1989. El 14 de septiembre de 1991, debutó como solista con el sencillo; "Namida no Tsubomitachi". Ese mismo año liberó su primer álbum de estudio titulado: "Belong to you"

Con la separación del grupo en septiembre de 1994, enfocó su carrera como actriz y colaboró en algunos trabajos como seiyu, entre los que destacan el personaje protagónico de Yomiko Readman, para el anime Read or Die.

## Vida personal
En 1998 se casó con Yutaka Tadokoro, exvocalista de una banda llamada: Red Warriors. Sin embargo, se divorció de este en 2001. Contrajo nupcias por segunda ocasión en diciembre de 2015.

## Discografía

### Álbumes de estudio
| 15 de diciembre de 1991 | Belong to you |
| 25 de marzo de 1996     | Kiss          |

### Best Albums
| 19 de septiembre de 2002 | My Kore! Kusshon Miura Rieko Best |
| 18 de julio de 2007      | "Miura Rieko" SINGLES Complete    |
| 16 de julio de 2008      | Belong to you + Single Collection |
| 21 de abril de 2010      | My Kore! Lite Miura Rieko         |

### Vídeos/DVD
| 21 de febrero de 1992   | Belong To You                    |
| 19 de junio de 1992     | "Yume de Aitai                   |
| 20 de noviembre de 1992 | RIEKO VACATION                   |
| 2 de junio de 1993      | RIEKO In New Cakedonia & Vanuatu |
| 25 de abril de 1996     | On Air EAST '96                  |
| 6 de octubre de 2004    | Gekkan Miura Rieko               |
| 6 de octubre de 2004    | Christopher Doyle x Miura Rieko  |

## Como modelo

### PhotoBooks
| 1991                | Virgo                                |
| 19 de junio de 1992 | "Yume de Aitai                       |
| 1992                | relish                               |
| 1996                | Atashi                               |
| 2002                | hugs                                 |
| 2004                | SHINCHO MOOK 61 "Gekkan Miura Rieko" |

## Como actriz

### Trabajos como seiyu
| 1998        | Kochira Katsushika-ku Kameari Kouen-mae Hashutsujo |
| 2001        | R.O.D ~READ OR DIE~                                |
| 2003 - 2004 | R.O.D -THE TV-                                     |

## Filmografía

### Películas/Doramas
- Terauchi Kantarou Uikka (1991)
- Tobosha (1992)
- Eiga mitaina koi shitai (1993)
- Nihon meisaku dorama ni gori e (1993)
- Otama Kouzou Fuufu Desu (1994)
- Station (1995)
- Shizu Kanaru Don (1995)
- Koi mo Ryouri mo Saji Kagen (1995)
- Mitouumon (1995)
- Kindaichi Shonen no Jikenbo (1995)
- Kindaichi Shonen no Jikenbo 2 (1996)
- Kankon Sousai BUchou (1996)
- Madonna Glass (1996)
- Tokumei Kakaricho Tadano Hitoshi - Saigo no Gekijoban (1996)
- Melody (1997)
- Agri (1997)
- Ojousama Meitantei (1998)
- Tabloid (1998)
- P.A. Private Actress (1998)
- Kyukyu hato chiryoshitsu (1999)
- MPD Psycho (2000)
- Kenja no Okurimono (2001)
- Kaidan Hyaku Monogatari Ghost (2002, story 9)
- Engimono ~ America (2002)
- Mukodono 2003 (2003)
- Tokumei Kakarichou Tadano Hitoshi (2003)
- Yumemiru Budo (2003)
- Shiroi Kyoto (2003)
- Honto ni Atta Kowai Hanashi Kyoko-chan (2004, episodio 10)
- Koinu no Waltz (2004)
- Ichiban Taisetsu na Hito wa Dare Desu ka (2004)
- Tokumei Kakarichou Tadano Hitoshi 2 (2005)
- Magari Kado no Kanojyo (2005)
- Kaze no Haruka (2005)
- Satomi Hakkenden (2006)
- Saiyuuki (2006, episodio 2)
- Jyoou no Kyoushitsu SP (2006)
- Mei-bugyo! Ooka Echizen (2006, episodio 1)
- Galcir (2006)
- Bengoshi no Kuzu (2006, episodio 7)
- Kekkon Dekinai Otoko (2006)
- Damens Walker (2006)
- Waraeru Koi wa Shitakunai (2006)
- Tokumei Kakarichou Tadano Hitoshi 3 (2007)
- Yama Onna Kabe Onna (2007)
- Flight Panic (2007)
- Uramiya Honpo Special (2008)
- Shichinin no Onna Bengoshi 2 (2008)
- Sweet 10 (2008)
- Monster Parent (2008, episodio 8)
- Celeb to Binbo Taro (2008)
- Nikutai no Mon (TV Asahi, 2008)
- Tokumei Kakarichou Tadano Hitoshi 4 (2009)
- Yako no Kaidan (2009)
- Meitantei no Okite (2009, episodio 10)
- Tonari no Shibafu (2009)
- Untouchable (2009, episodio 5)
- Massugu na Otoko (2010)
- GM Odore Doctor (2010, episodio 1)
- Keishicho Keizoku Sosakan (2010, episodio 5)
- Reinoryokusha Odagiri Kyoko no Uso (2010)
- Utsukushi Rinjin (2011)
- Inu o Kau to Iu Koto (2011, episodios 4-5)
- Koko ga Uwasa no El Palacio (2011)
- Nazotoki wa Dinner no Ato de (2011, episodios 9-10)
- Summer Rescue (2012)
- Tokumei Tantei (2012)
- Single Mothers (2012)
- Otasukeya Jinpachi (2013/ episodios 11-12)
- Share House no Koibito (2013/ episodios 1,9)
- Last Cinderella (2013, episodio 8)
- Hanasaku Ashita (2014)
- First Class (2014)
- Dososei (2014)
- Binta! (2014/ episodio 7)
- Sakura (2014/ episodio 7)
- Utsukushiki Wana (2015)
- Yamegoku (2015/ episodio 1,2)
- Hotel Concierge (2015/ episodio 6)
- Hikaru Gake (2016)
- Closest Love To Heaven (2017)
- Yaneura no Koibito (2017)